# Penvénan
Penvénan (bret. Perwenan) – miejscowość i gmina we Francji, w regionie Bretania, w departamencie Côtes-d’Armor.
Według danych na rok 1990 gminę zamieszkiwało 2489 osób, a gęstość zaludnienia wynosiła 125 osób/km² (wśród 1269 gmin Bretanii Penvénan plasuje się na 236. miejscu pod względem liczby ludności, natomiast pod względem powierzchni na miejscu 502.).